# Campeonato Carioca de Remo de 1899
O Campeonato de Remo do Rio de Janeiro de 1899 foi a segunda edição dessa competição, organizada pela União de Regatas Fluminense, em 4 de junho de 1899, na Enseada de Botafogo. Essa edição marcou a estreia do Club de Regatas Vasco da Gama, fundado no ano anterior.
Dos 8 páreos disputados, o mais importante foi o quarto, disputados por canoas a 4 remos. A vitória da invicta Diva (patrão Paulo Azevedo) deu o título ao Botafogo. Déa, do Boqueirão do Passeio, ficou em segundo. Em terceiro, terminaram empatadas Cecy, do Natação e Regatas, e Tymbira, do Flamengo.
Em razão desse título, o Botafogo é o único clube do Brasil campeão em três séculos.  Houve reclamação dos sócios do Natação e Regatas, que julgavam ter sido seu barco Cecy o verdadeiro vencedor.

## Páreos
| Páreo                   | Distância | Tipo de barco        | Categoria  | Vencedor                      | 2º lugar                        |
| ----------------------- | --------- | -------------------- | ---------- | ----------------------------- | ------------------------------- |
| 1º CR Icarahy           | 800 m     | Baleeiras a 6 remos  | novos      | Volúvel (Vasco da Gama)       | Terrível (Boqueirão do Passeio) |
| 2º GR Gragoatá          | 1000 m    | Baleeiras a 2 remos  | velhos     | Mimosa (Icarahy)              | Alexia (Gragoatá)               |
| 3º CR Botafogo          | 1000m     | Canoas 4 remos       | novos      | Altiva (Boqueirão do Passeio) | Cecy (Natação e Regatas)        |
| 4º Campeonato           | 1000 m    | Canoas a 4 remos     | velhos     | Diva (Botafogo)               | Déa (Boqueirão do Passeio)      |
| 5º Boqueirão do Passeio | 1000 m    | Baleeiras a 4 remos  | novos      | Odette (Natação e Regatas)    | Victoria (Vasco da Gama)        |
| 6º Natação e Regatas    | 2000 m    | Baleeiras a 4 remos  | velhos     | Odette (Natação e Regatas)    | Marina (Icarahy)                |
| 7º Marinha Nacional     | 2000 m    | Escaleres a 12 remos | aspirantes | Almirante Tamandaré           | Almirante Saldanha              |
| 8º CR Vasco da Gama     | 2000 m    | Baleeiras a 6 remos  | velhos     | Icléa (Gragoatá)              | Moema (icarahy)                 |

## Resultado
| Clube                | Vitórias | Segundos Lugares |
| -------------------- | -------- | ---------------- |
| Natação e Regatas    | 2        | 1                |
| Boqueirão do Passeio | 1        | 2                |
| Icarahy              | 1        | 2                |
| Vasco da Gama        | 1        | 1                |
| Gragoatá             | 1        | 1                |
| Botafogo             | 1        | 0                |